# Vụ cháy dầu tại Nam Khê, Quảng Ninh 1993
Vào lúc 9:05 (UTC+07:00) ngày 2 tháng 11 năm 1993, một vụ hỏa hoạn lớn đã xảy ra tại phường Nam Khê, xã Uông Bí, tỉnh Quảng Ninh, Việt Nam. Một đường dẫn dầu đi qua những cánh đồng lúa của nông dân đã gặp sự cố tràn dầu ra khắp mặt ruộng, kéo theo hàng trăm người đem xô, chậu đến để vét xăng dầu. Do cọ xát tia lửa đã dẫn đến vụ cháy lan ra toàn bộ chỗ xăng dầu tràn, làm chết cháy 46 người và 60 người bị thương. Những báo cáo khác ghi nhận có từ 101–126 người dân bị bỏng cấp độ nặng liên quan đến sự cố. Kết quả, vụ việc đã khiến chính quyền tổn thất hàng triệu đồng, một số tiền lớn thời điểm đó, và được xem là một trong những thảm họa cháy dầu lớn nhất tại Quảng Ninh.